# Benita Ferrero-Waldner
Benita Ferrero-Waldner (Salzburgo, 5 de setembro de 1948) é uma diplomata e política austríaca, filiada ao Partido Popular Austríaco (ÖVP).
Ferrero-Waldner iniciou sua carreira no setor privado, ingressando no setor público, como diplimata, em 1984. Integrou o Nationalrat por três períodos durante o final dos anos 1990 e início dos anos 2000. Em 2000, se tornou ministra das relações exteriores da Áustria, mantendo-se no cargo até 2004. Naquele ano, foi a candidata de seu partido à presidência da Áustria, perdendo para o candidato Heinz Fischer por 52-47%.
Entre 2004 e 2010 Ferrero-Waldner foi a Comissária para as Relações Externas e Política Europeia de Vizinhança na Comissão Europeia. Foi sucedida no cargo por Catherine Ashton, devido à fusão com o cargo de Alto Representante da União para os Negócios Estrangeiros e a Política de Segurança, criado pelo Tratado de Lisboa.